# فاشا (لیگوریا)
فاشا (به ایتالیایی: Fascia) یک کومونه در ایتالیا است که در استان جنوا واقع شده‌است. فاشا ۱۱٫۰ کیلومتر مربع مساحت و ۸۰ نفر جمعیت دارد و ۹۰۰ متر بالاتر از سطح دریا واقع شده‌است.